# Creglingen
Creglingen är en stad i Main-Tauber-Kreis i regionen Heilbronn-Franken i Regierungsbezirk Stuttgart i förbundslandet Baden-Württemberg i Tyskland.  Folkmängden uppgår till cirka 4 600 invånare, på en yta av 117 kvadratkilometer.